# فيليبي أوقستو
فيليبي أوقستو هو لاعب كرة قدم برازيلي، ولد في 31 أغسطس 1993 في ريو دي جانيرو في البرازيل. لعب مع نادي فيزيلا.

## وصلات خارجية
- فيليبي أوقستو على موقع قاعدة بيانات كرة القدم.إي يو (الإنجليزية)
- فيليبي أوقستو على موقع Soccerway.com (الإنجليزية)